# California Love
"California Love" é um single de Hip hop do rapper 2Pac, com a participação especial do também rapper Dr. Dre e de Roger Troutman. A canção foi lançada como single depois que Shakur saiu da cadeia por conta de uma acusação de abuso sexual. A versão remix apareceu no álbum duplo All Eyez on Me de 1996. Sem dúvidas é a canção mais conhecida de 2Pac e a mais bem sucedida, atingindo o número 1 na Billboard Hot 100 por duas semanas (como um lado-A duplo junto com "How Do U Want It"). A canção foi nomeada para um Grammy póstumo como Melhor Performance Solo de Rap e Melhor Performance de Rap por um Duo ou Grupo (com Dr.Dre e Roger Troutman) em 1997.
A versão original da música não estava disponível em qualquer um dos álbuns de estúdio de Shakur porque era destinada para o álbum arquivado de Dre The Chronic II: A New World Odor (Papa's Got A Brand New Funk), mas agora pode ser encontrada na coletânea dos melhores hits de Shakur e na versão britânica de All Eyez on Me.
"California Love" foi a única entrada de Shakur na lista das 500 melhores canções de todos os tempos da Rolling Stone em 2004, ficou em #346 e #51 na contagem regressiva das 100 melhores músicas dos anos 90 da VH1.

## Escrevendo E Fundo
A primeira sessão da música tem três versos de rap com Dr. Dre. A única cópia desta sessão está agora na posse do DJ Jam. A primeira sessão de Dre foi editada e gravada em um estúdio caseiro e, portanto, difere da versão mais recente incluído no Greatest Hits (Tupac Shakur), bem como a "How Do U Want It" (CD Maxi Single). A primeira versão também possui um sample da canção de 1972, "Woman to Woman", de Joe Cocker. Já a versão remix possui um sample da canção de 1984, "Intimate Connection", da banda Kleeer. O refrão "California knows how to party", cantado por Troutman, foi tirado da canção de 1982, "West Coast Poplock", de sua banda Ronnie Hudson & The Street People usando um efeito de talk box. Por último, onde Troutman canta "shake it, shake it baby", se trata de uma frase da sua canção single de 1982, "Dance Floor", de sua banda Zapp.
2Pac ouviu pela primeira vez da sessão enquanto Dre no estúdio de sua casa pediu para colocá-lo sobre a canção. Dre fez um mix complementar de "All Eyez On Me" como Dre queria usar o original em seu álbum, de modo All Eyez On Me recebeu a versão remix, enquanto o original era que virá no álbum de Dre.
Vídeos foram filmados ao mesmo tempo para ambas as versões e lançado e tocou perfeitamente na MTV no final de dezembro de 1995. A versão original foi produzido Hype Williams com um Mad Max Theme (Parte 1 do vídeo), a versão remix começa com Pac acordando de um sonho, que é o Mad Max temáticos vídeo original e é uma festa celebrando boas-vindas de Pac para Death Row Records.
O primeiro vídeo foi nomeado para um MTV Video Music Award  para Best Rap Video, em 1996. Alcançou # 9 das 10 melhores no MTV 's 100 Greatest Videos Ever Made lista em 1999. Em abril de 2005 chegou a medalha de Bronze no local MTV2 e XXL 's 25 Greatest Videos West Coast. Ele também alcançou o # 1 no Francês MTV s " 100 Greatest Rap Music Videos em 2006 (apresentado a partir de 23 até 30 de julho).
A banda sueca de rock Tribal Ink fez um cover da canção para o seu album de estréia Surrounded by Freaks.

## Créditos
- Compositor – Tupac Shakur
- Teclado – Sean "Barney" Thomas
- Percussão – Carl "Butch" Small
- Produtor, mixagem, participação especial (Rap) – Dr. Dre
- Vocais, talkbox – Roger Troutman
- Vocais de fundo – Danette Williams, Dorothy Coleman, Barbara Wilson
- Engenheiro – Keston E. Wright
- Assistente de produção – Larry Chatman
- Direção de vídeo – Hype Williams

## Posições nas tabelas musicais
| Tabela musical (1996)                          | Maior posição |
| ---------------------------------------------- | ------------- |
| Austrália (ARIA)                               | 2             |
| Áustria (Ö3 Austria Top 75)                    | 5             |
| Bélgica (Ultratop 50 de Flandres)              | 11            |
| Bélgica (Ultratop 50 da Valônia)               | 13            |
| Canadá RPM Singles Chart                       | 51            |
| Canadá RPM Dance Chart                         | 2             |
| O campo songid é OBRIGATÓRIO PARA PARADA ALEMÃ | 7             |
| Países Baixos (Single Top 100)                 | 1             |
| Finlândia (Suomen virallinen lista)            | 11            |
| França (SNEP)                                  | 13            |
| Nova Zelândia (Recorded Music NZ)              | 1             |
| Noruega (VG-lista)                             | 4             |
| Suécia (Sverigetopplistan)                     | 1             |
| Suíça (Schweizer Hitparade)                    | 7             |
| Reino Unido (UK Singles Chart)                 | 2             |
| Estados Unidos (Billboard Hot 100)             | 1             |
| Estados Unidos (Billboard R&B/Hip-Hop Songs)   | 1             |
| Estados Unidos (Billboard Hot Rap Songs)       | 1             |

| Tabela musical (1996)            | Posição |
| -------------------------------- | ------- |
| Canadá Dance (RPM)               | 5       |
| Estados Unidos Billboard Hot 100 | 17      |

| Tabela musical (1990–1999)       | Posição |
| -------------------------------- | ------- |
| Estados Unidos Billboard Hot 100 | 97      |

### Certificações
| País           | Provedor | Certificação |
| -------------- | -------- | ------------ |
| Canadá         | CRIA     | Ouro         |
| Noruega        | IFPI     | Ouro         |
| Estados Unidos | RIAA     | 2× Platina   |